# Crușeț
Crușeț è un comune della Romania di 3644 abitanti, ubicato nel distretto di Gorj, nella regione storica dell'Oltenia.
Il comune è formato dall'unione di 10 villaggi: Bojinu, Crușeț, Marinești, Măiag, Mierea, Miericeaua, Slămnești, Slăvuța, Urda de Jos, Văluța.